# Patrick Peugeot
Patrick Peugeot, né le 3 août 1937 est un haut fonctionnaire et chef d'entreprise français. Membre de la Cimade, il en a été président de 2006 à 2013. Il fut PDG du groupe d'assurances français La Mondiale en 2002. 

## Biographie
Patrick Peugeot est un ancien élève du lycée privé Sainte-Geneviève, de l'École polytechnique, et de l'ENA.
Il est conseiller à la Cour des comptes avant de rejoindre les cabinets ministériels de Jacques Chaban-Delmas, puis de Jacques Delors, qui lui confie le dossier du financement et de la mise en œuvre des nationalisations.
Il devient ensuite président du conseil d'administration de la société d'assurance mutuelle La Mondiale, et en reste président d'honneur à sa retraite. Il préside aussi sa fondation d'entreprise, créée en 2005. Il est également membre du conseil d'administration du quotidien Libération.
Patrick Peugeot est président de la Cimade de 2006 à 2013, président du conseil de développement de Lille Métropole, et est élu en 2009 président du Forum de l'Eurométropole Lille-Kortrijk-Tournai.
En février 2013, il est impliqué dans une polémique concernant les relations entre le CRIF et Israël.